# La Roche-sur-le-Buis
Pour les articles homonymes, voir La Roche et Buis (homonymie).
La Roche-sur-le-Buis est une commune française située dans le département de la Drôme, en région Auvergne-Rhône-Alpes.

## Géographie

### Localisation
La Roche-sur-le-Buis est située à 3 km à l'est de Buis-les-Baronnies.

### Relief et géologie
Sites particuliers :
- Col de Sanguinet
- Combe de Cliau
- Grands Rochers de Banne
- Montagne de Banne
- Montagne de Chevalet
- Montagne du Gravas
- Montagne de la Loube
- Rochers de Sabouillon
- Rochers de Trapes Loube
- Rochers Margeau
- Rochers Mindrit

### Hydrographie
La commune est arrosée par les cours d'eau suivants :
- l'Alauzon, affluent du Menon, attesté en 1891. Il a, à cette époque, un cours de 3,2 km, une largeur moyenne de 3 m, une pente de 480 m, un débit ordinaire de 0,06 m3, extraordinaire de 10 m3[2] ;
- le Menon[3].

### Climat
Pour des articles plus généraux, voir Climat d'Auvergne-Rhône-Alpes et Climat de la Drôme.
En 2010, le climat de la commune est de type climat méditerranéen altéré, selon une étude du Centre national de la recherche scientifique s'appuyant sur une série de données couvrant la période 1971-2000. En 2020, Météo-France publie une typologie des climats de la France métropolitaine dans laquelle la commune est exposée à un climat de montagne ou de marges de montagne et est dans une zone de transition entre les régions climatiques « Provence, Languedoc-Roussillon » et « Alpes du sud ». 
Pour la période 1971-2000, la température annuelle moyenne est de 11,8 °C, avec une amplitude thermique annuelle de 16,6 °C. Le cumul annuel moyen de précipitations est de 910 mm, avec 6,9 jours de précipitations en janvier et 4,4 jours en juillet. Pour la période 1991-2020, la température moyenne annuelle observée sur la station météorologique de Météo-France la plus proche, « Buis-Baronnies », sur la commune de Buis-les-Baronnies à 3 km à vol d'oiseau, est de 14,1 °C et le cumul annuel moyen de précipitations est de 792,8 mm,. Pour l'avenir, les paramètres climatiques de la commune estimés pour 2050 selon différents scénarios d'émission de gaz à effet de serre sont consultables sur un site dédié publié par Météo-France en novembre 2022.

## Urbanisme

### Typologie
Au 1er janvier 2024, La Roche-sur-le-Buis est catégorisée commune rurale à habitat dispersé, selon la nouvelle grille communale de densité à 7 niveaux définie par l'Insee en 2022.
Elle est située hors unité urbaine et hors attraction des villes,.

### Occupation des sols
L'occupation des sols de la commune, telle qu'elle ressort de la base de données européenne d’occupation biophysique des sols Corine Land Cover (CLC), est marquée par l'importance des forêts et milieux semi-naturels (68,9 % en 2018), une proportion identique à celle de 1990 (68,9 %). La répartition détaillée en 2018 est la suivante : forêts (33,8 %), milieux à végétation arbustive et/ou herbacée (32,2 %), zones agricoles hétérogènes (25,6 %), cultures permanentes (5,6 %), espaces ouverts, sans ou avec peu de végétation (2,8 %). L'évolution de l’occupation des sols de la commune et de ses infrastructures peut être observée sur les différentes représentations cartographiques du territoire : la carte de Cassini (XVIIIe siècle), la carte d'état-major (1820-1866) et les cartes ou photos aériennes de l'IGN pour la période actuelle (1950 à aujourd'hui).

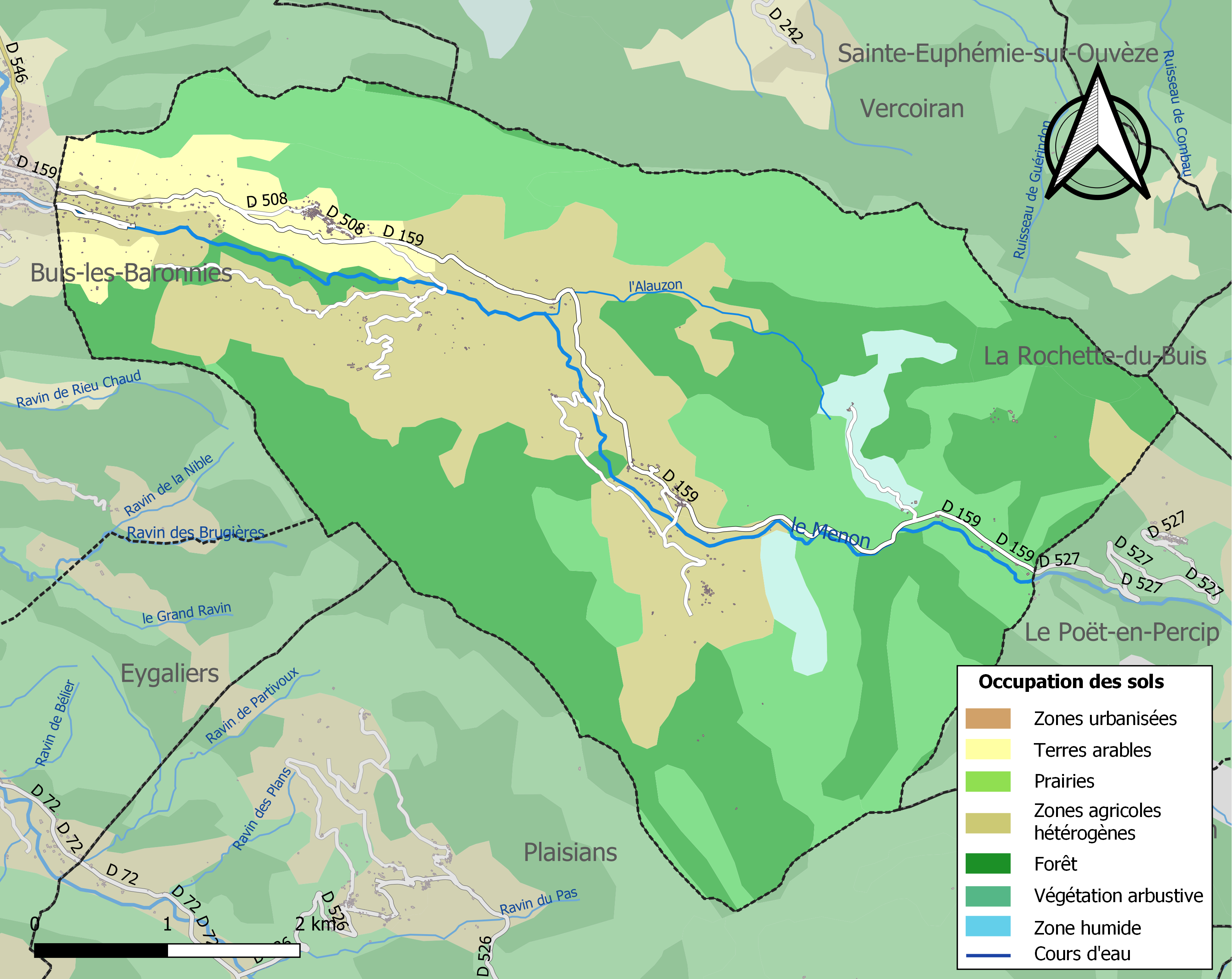
Carte des infrastructures et de l'occupation des sols de la commune en 2018 (CLC).

### Morphologie urbaine

#### Quartiers, hameaux et lieux-dits
Site Géoportail (carte IGN) :
- Auberge d'Alauzon
- Beaudindigue
- Boissillonnes
- Bridons
- Combescure
- Fontaine Froide
- Forêt Domaniale des Baronnies
- Gilibot
- Jason
- la Buisse
- la Coste
- l'Adret
- la Fontaine du Noisetier
- la Serrière
- la Viste
- la Viste
- le Bau
- le Devès
- le Gîte du Lièvre
- le Pré Saint-Jean
- les Barnouins
- les Bâties
- les Carats
- les Chalanches
- les Cheneviers
- les Cléments
- les Coulinières
- les Jean-Jean
- les Lunières
- les Preyrauds
- les Sias
- les Tournyaires
- les Voutes
- le Théron
- l'Osière
- Masserelles
- Michemin
- Mounine
- Passière de Bays
- Pierre Rousse
- Pommerol
- Pré de Laugier
- Selle
- Tournias
- Vinasses

### Voies de communication et transports
La commune est desservie par les routes départementales D 159 et D 508.

## Toponymie

### Attestations
Dictionnaire topographique du département de la Drôme :
- 1222 : castrum de Rocca prope Buxum (cartulaire des templiers, 126).
- 1293 : castrum de Ruppe (Valbonnais, II, 221).
- 1317 : territorium de Rocha seu de Ruppe et Rocha supra Buxum (Valbonnais, II, 166).
- 1375 : castrum Ruppis supra Buxum (choix de documents, 188).
- 1513 : mention de l'église Saint-Christophe et du cimetière : église et cyminteri de Sanct Cristol (doc. inédit, IV, 355).
- 1516 : mention du prieuré : prioratus de Ruppis super Buxum (pouillé de Gap).
- 1549 : La Roche sur le Boix (rôle de tailles).
- 1788 : La Roche sur le Buis (alman. du Dauphiné).
- 1891 : La Roche-sur-Buis, commune du canton de Buis-les-Baronnies.

(non daté)[réf. nécessaire] : La Roche-sur-le-Buis.

## Histoire
Pour un article plus général, voir Histoire de la Drôme.

### Préhistoire
- Outillage préhistorique[3].

### Antiquité: les Gallo-romains
- Urne gallo-romaine et monnaies du IIIe siècle[3].

### Du Moyen Âge à la Révolution
La seigneurie :
- Au point de vue féodal, cette communauté formait deux terres (ou seigneuries), celle d'Alauzon et celle de la Roche-sur-Buis.
- Premièrement possédée par les barons de Mévouillon qui donnèrent à ses habitants une charte de libertés municipales en 1276.
- 1288 : la terre est donnée aux Artaud.
- 1320 : les trois quarts de la terre passent (par mariage) aux Baux d'Avellino, et le quart restant passe (par mariage) aux Agoult.
- Les Agoult acquiert les droits des Baux et rétrocède le tout aux Artaud.
- 1676 : la terre passe (par mariage) aux Pelletier de Gigondas.
- 1688 : les Pelletier rendent la terre aux Artaud.
- 1734 : la terre est vendue aux Caritat.
- 1771 : elle est vendue aux Ailhaud, derniers seigneurs.

Aux XIIe et XIIIe siècles, l'abbaye Saint-André de Villeneuve-lès-Avignon y possédait un prieuré et trois églises dont elle percevait les revenus.
Démographie :
- 1725 : 165 habitants.
- 1748 : 134 familles composées de 536 personnes (120 hommes, 136 femmes, 120 garçons, 160 filles).

Avant 1790, la Roche-sur-le-Buis était une communauté de l'élection de Montélimar, de la subdélégation et du bailliage de Buis.

Cette communauté formait une paroisse du diocèse de Gap dont l'église, dédiée à saint Christophe, remplaçait, depuis le début du XVIIe siècle, une autre église Saint-Christophe (voir ce nom) qui était celle d'un prieuré de l'ordre de bénédictins (dépendance de l'abbaye de Saint-André de Villeneuve-lès-Avignon) dont le titulaire avait la collation de la cure et les dîmes de cette paroisse.

#### Alauzon
Dictionnaire topographique du département de la Drôme :
- 1278 : Alauso (inventaire des dauphins, 224).
- 1293 : Alasona (inventaire des dauphins, 221).
- 1293 : castrum de Alauzono (Valbonnais, I, 35).
- 1313 : castrum de Alauzone (Valbonnais, II, 65).
- 1334 (ou 1234 ?) : Alauzo (inventaire des dauphins, 231).
- 1576 : Alozon (archives de l'Isère, B 177).
- 1891 : Alauzon, hameau.

La seigneurie :
- Alauzon était un fief de la baronnie de Montauban.
- 1235 : possession des Lers.
- 1278 : possession des Colnes.
- 1329 : possession des Agoult.
- 1332 : possession des Baux.
- Vers 1399 : la terre passe aux Artaud.
- 1579 et 1597 : les héritiers des Artaud la vendent aux (du) Roux.
- Elle passe aux Draguignan.
- 1687 : elle passe (par mariage) aux (d')Albert.
- En 1789, monsieur d'Ailhaud d'Entrechaux est le dernier seigneur d'Alauzon.

Avant le XVIe siècle, Alauzon était une paroisse du diocèse de Gap qui fut alors unie à celle de la Roche-sur-Buis et dont l'église était dédiée à saint Martin.

#### Saint-Christophe
Emplacement de l'ancien prieuré de la Roche-sur-le-Buis dont l'église, dédiée à saint Christophe, fut celle de la paroisse jusqu'à sa destruction au XVIe siècle pendant les guerres de Religion.

### De la Révolution à nos jours
En 1790, la commune est comprise dans le canton du Buis-les-Baronnies.

## Politique et administration

### Tendance politique et résultats
La ville est dirigée par le Parti socialiste depuis 1989.

### Liste des maires
| Période                                                                      | Période  | Identité        | Étiquette | Qualité |
| ---------------------------------------------------------------------------- | -------- | --------------- | --------- | --- |
| Les données manquantes sont à compléter. : de la Révolution au Second Empire |          |                 |           | |
| 1790                                                                         | 1871     | ?               |           | |
| Les données manquantes sont à compléter. : depuis la fin du Second Empire    |          |                 |           | |
| 1871                                                                         | 1874     | ?               |           | |
| 1874                                                                         | 1878     | ?               |           | |
| 1878                                                                         | 1884     | ?               |           | |
| 1884                                                                         | 1888     | ?               |           | |
| 1888                                                                         | 1892     | ?               |           | |
| 1892                                                                         | 1896     | ?               |           | |
| 1896                                                                         | 1900     | ?               |           | |
| 1900                                                                         | 1904     | ?               |           | |
| 1904                                                                         | 1908     | ?               |           | |
| 1908                                                                         | 1912     | ?               |           | |
| 1912                                                                         | 1919     | ?               |           | |
| 1919                                                                         | 1925     | ?               |           | |
| 1925                                                                         | 1929     | ?               |           | |
| 1929                                                                         | 1935     | ?               |           | |
| 1935                                                                         | 1945     | ?               |           | |
| 1945                                                                         | 1947     | ?               |           | |
| 1947                                                                         | 1953     | ?               |           | |
| 1953                                                                         | 1959     | ?               |           | |
| 1959                                                                         | 1965     | ?               |           | |
| 1965                                                                         | 1971     | ?               |           | |
| 1971                                                                         | 1977     | ?               |           | |
| 1977                                                                         | 1983     | ?               |           | |
| 1983                                                                         | 1989     | ?               |           | |
| 1989                                                                         | En cours | Michel Grégoire | PS        | Agent technique Député de la Drôme (1997-2002) Conseiller général du canton de Buis-les-Baronnies Conseiller régional d'Auvergne-Rhône-Alpes Président de la communauté de communes du Pays du Buis-les-Baronnies |

### Rattachements administratifs et électoraux
Jusqu'en mars 2015, la commune faisait partie du canton de Buis-les-Baronnies. À la suite du redécoupage des cantons du département, elle est rattachée au canton de Nyons et Baronnies.

## Population et société

### Démographie
L'évolution du nombre d'habitants est connue à travers les recensements de la population effectués dans la commune depuis 1793. Pour les communes de moins de 10 000 habitants, une enquête de recensement portant sur toute la population est réalisée tous les cinq ans, les populations de référence des années intermédiaires étant quant à elles estimées par interpolation ou extrapolation. Pour la commune, le premier recensement exhaustif entrant dans le cadre du nouveau dispositif a été réalisé en 2008.

En 2022, la commune comptait 288 habitants, en évolution de −1,37 % par rapport à 2016 (Drôme : +2,64 %, France hors Mayotte : +2,11 %).
| 1793 | 1800 | 1806 | 1821 | 1831 | 1836 | 1841 | 1846 | 1851 |
| ---- | ---- | ---- | ---- | ---- | ---- | ---- | ---- | ---- |
| 713  | 683  | 752  | 722  | 678  | 701  | 674  | 676  | 625  |

| 1856 | 1861 | 1866 | 1872 | 1876 | 1881 | 1886 | 1891 | 1896 |
| ---- | ---- | ---- | ---- | ---- | ---- | ---- | ---- | ---- |
| 644  | 611  | 623  | 592  | 575  | 540  | 520  | 481  | 452  |

| 1901 | 1906 | 1911 | 1921 | 1926 | 1931 | 1936 | 1946 | 1954 |
| ---- | ---- | ---- | ---- | ---- | ---- | ---- | ---- | ---- |
| 434  | 424  | 412  | 323  | 274  | 243  | 230  | 180  | 175  |

| 1962 | 1968 | 1975 | 1982 | 1990 | 1999 | 2006 | 2008 | 2013 |
| ---- | ---- | ---- | ---- | ---- | ---- | ---- | ---- | ---- |
| 155  | 134  | 147  | 196  | 211  | 287  | 319  | 330  | 298  |

| 2018 | 2022 | - | - | - | - | - | - | - |
| ---- | ---- | - | - | - | - | - | - | - |
| 285  | 288  | - | - | - | - | - | - | - |

### Enseignement
La commune est rattachée à l'académie de Grenoble.

### Manifestations culturelles et festivités
- Fête : le premier dimanche de septembre[3].
- Fête (à Sias) : le dernier dimanche d'août[3].

### Loisirs
- Randonnées : GR9, GRP Tour des Baronnies Provençales[1].

### Médias
Le territoire de la commune se situe dans l'aire de diffusion de plusieurs médias :

#### Presse écrite
- Le Dauphiné libéré, quotidien régional qui consacre, chaque jour, y compris le dimanche, dans son édition de Nyons, un ou plusieurs articles à l'actualité du canton et de la commune, ainsi que des informations sur les éventuelles manifestations locales, les travaux routiers, et autres événements divers à caractère local.
- L'Agriculture Drômoise, journal d'informations agricoles et rurales, couvre l'ensemble du département de la Drôme.
- Drôme Hebdo (ancien Peuple Libre), hebdomadaire chrétien d'informations.

#### Presse audio-visuelle
- Ici Drôme Ardèche est une station radio publique diffusée sur le territoire des deux départements.

## Économie

### Agriculture
En 1992 : pâturages (ovins), oliviers.

## Culture locale et patrimoine

### Lieux et monuments

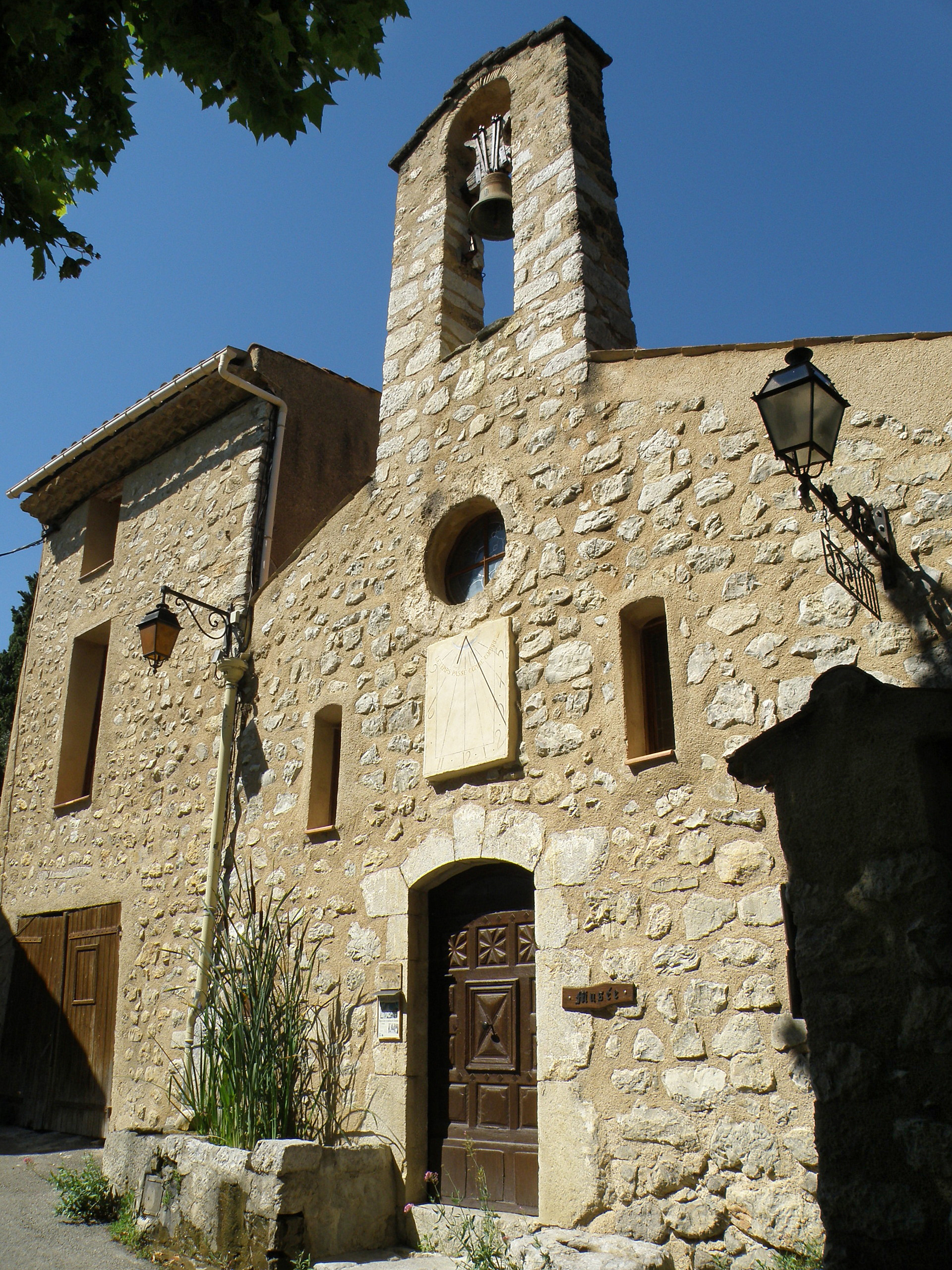
Chapelle Notre-Dame-de-Pitié, transformée en musée.

- Ruines du château fort médiéval[3] avec donjon sur le rocher dominant le village[réf. nécessaire].
- Restes d'une tour quadrangulaire (à Sias) dominant la Cluse[réf. nécessaire].
- Église paroissiale Saint-Christophe[réf. nécessaire].
- Chapelle du XVIe siècle dans le hameau des Sias[3] (Notre-Dame-de-l'Assomption[réf. nécessaire]).
- Chapelle de pénitents (restaurée)[3].
- Église Notre-Dame du XVIIIe siècle[3].

### Patrimoine culturel
- Musée des métiers anciens[réf. nécessaire].
- Musée d'arts et traditions des Baronnies (aménagé dans la chapelle Notre-Dame-de-Pitié)[réf. nécessaire].
- Musée des Arts et Traditions populaires[3].

### Patrimoine naturel
- Grotte (au nord)[3].
- Sentier de randonnée botanique[réf. nécessaire].

La commune fait partie du Parc naturel régional des Baronnies provençales.

### Personnalités liées à la commune
- Joseph-Fortuné-Séraphin Layraud (né en 1833 à La Roche-sur-le-Buis, mort en 1913) : peintre.
- Robin Wright, actrice américaine, a épousé Clément Giraudet (directeur des relations VIP chez Yves Saint-Laurent) le 11 août 2018 dans la commune.

### Héraldique, logotype et devise
|  | La Roche-sur-le-Buis possède des armoiries dont l'origine et le blasonnement exact ne sont pas disponibles. |